# Гантсвілл (Арканзас)
Гантсвілл (англ. Huntsville) — місто (англ. city) в США, в окрузі Медісон штату Арканзас, адміністративний центр округу. Населення — 2879 осіб (2020).

## Географія
Гантсвілл розташований на висоті 463 метра над рівнем моря за координатами 36°5′33″ пн. ш. 93°44′7″ зх. д. / 36.09250° пн. ш. 93.73528° зх. д. (36.092507, -93.735333).  За даними Бюро перепису населення США в 2010 році місто мало площу 9,99 км², з яких 9,96 км² — суходіл та 0,04 км² — водойми.

## Демографія
Згідно з переписом 2010 року, у місті мешкало 2346 осіб у 888 домогосподарствах у складі 562 родин. Густота населення становила 235 осіб/км².  Було 1009 помешкань (101/км²). 
Расовий склад населення:
| - 84,0 % — білих - 1,3 % — корінних американців - 0,3 % — чорних або афроамериканців - 0,3 % — азіатів - 11,1 % — осіб інших рас |

До двох чи більше рас належало 3,1 %. Іспаномовні складали 17,8 % від усіх жителів.
За віковим діапазоном населення розподілялося таким чином: 30,3 % — особи молодші 18 років, 53,1 % — особи у віці 18—64 років, 16,6 % — особи у віці 65 років та старші. Медіана віку мешканця становила 31,4 року. На 100 осіб жіночої статі у місті припадало 81,4 чоловіків;  на 100 жінок у віці від 18 років та старших — 78,5 чоловіків також старших 18 років.
Середній дохід на одне домашнє господарство  становив 38 379 доларів США (медіана — 26 098), а середній дохід на одну сім'ю — 45 635 доларів (медіана — 34 250). Медіана доходів становила 40 143 долари для чоловіків та 30 500 доларів для жінок. За межею бідності перебувало 31,4 % осіб, у тому числі 40,1 % дітей у віці до 18 років та 13,8 % осіб у віці 65 років та старших.
Цивільне працевлаштоване населення становило 849 осіб. Основні галузі зайнятості: виробництво — 28,4 %, освіта, охорона здоров'я та соціальна допомога — 18,5 %, роздрібна торгівля — 15,8 %.
За даними перепису населення 2000 року в Гантсвіллі проживала 1931 особа, 493 родини, налічувалося 761 домашнє господарство і 853 житлових будинки. Середня густота населення становила близько 247,6 осіб на один квадратний кілометр. Расовий склад Гантсвілла за даними перепису розподілився таким чином: 90,21% білих, 0,10% — чорних або афроамериканців, 2,12% — корінних американців, 0,21% — вихідців з тихоокеанських островів, 0,83% — представників змішаних рас, 6,53% — інших народів. Іспаномовні склали 12,79% від усіх жителів міста.
З 761 домашніх господарств в 33,5% — виховували дітей віком до 18 років, 45,2% представляли собою подружні пари, які спільно проживали, в 15,8% сімей жінки проживали без чоловіків, 35,1% не мали сімей. 32,5% від загального числа сімей на момент перепису жили самостійно, при цьому 20,0% склали самотні літні люди у віці 65 років та старше. Середній розмір домашнього господарства склав 2,43 особи, а середній розмір родини — 3,03 особи.
Населення міста за віковим діапазоном за даними перепису 2000 року розподілилося таким чином: 26,8% — жителі молодше 18 років, 10,2% — між 18 і 24 роками, 22,5% — від 25 до 44 років, 18,8% — від 45 до 64 років і 21,8% — у віці 65 років та старше. Середній вік мешканця склав 36 років. На кожні 100 жінок в Гантсвіллі припадало 87,8 чоловіків, у віці від 18 років та старше — 82,0 чоловіків також старше 18 років.
Середній дохід на одне домашнє господарство в місті склав 25 288 доларів США, а середній дохід на одну сім'ю — 32 609 доларів. при цьому чоловіки мали середній дохід в 26 929 доларів США на рік проти 19 766 доларів середньорічного доходу у жінок. Дохід на душу населення в місті склав 14 686 доларів на рік. 20,9% від всього числа сімей в населеному пункті і 23,7% від усієї чисельності населення перебувало на момент перепису населення за межею бідності, при цьому 32,4% з них були молодші 18 років і 26,8% — у віці 65 років та старші.

## Відомі уродженці та жителі
- Гері Міллер — республіканець, член Палати представників США від штату Каліфорнія;
- Орвалі Фобас — 36-й губернатор штату Арканзас;
- Ронні Гокінс — рок-музикант.